# Supercup 2019 (basketbal)
De wedstrijd om de Supercup op 22 september 2019 was de negende editie van de Supercup in het Nederlandse basketbal. Gastheer was de regerend landskampioen Landstede Hammers uit Zwolle. Tegenstander was Zorg en Zekerheid Leiden uit Leiden. Zwolle won voor de tweede maal de supercup na de winst in 2017. Voor de zesde keer werd de wedstrijd gewonnen door de landskampioen.

## Wedstrijd
| 22 september 2019 13.30 Finale Supercup | Landstede Hammers                                              | 78–68 | Zorg en Zekerheid Leiden                                   | Landstede Sportcentrum, Zwolle |  |
| 22 september 2019 13.30 Finale Supercup | Jordan Johnson (26) Mohamed Kherrazi (12) Mohamed Kherrazi (6) |       | Jarvis Williams (19) Tayler Persons (8) Worthy de Jong (7) |                                |  |
| 22 september 2019 13.30 Finale Supercup |                                                                |       |                                                            |                                |  |
|                                         |                                                                |       |                                                            |                                |  |

| Landstede Hammers | Zorg en Zekerheid Leiden |

| Supercup 2019                  |
| ------------------------------ |
| Landstede Hammers Tweede titel |